# Podpeč ob Dravinji
Podpeč ob Dravinji este o localitate din comuna Slovenske Konjice, Slovenia, cu o populație de 33 de locuitori.